# Parafia św. Mikołaja w Tłukomach
Parafia św. Mikołaja w Tłukomach – rzymskokatolicka parafia w dekanacie Łobżenica diecezji bydgoskiej. Została utworzona 1 stycznia 1986 r.
Na obszarze parafii leżą miejscowości: Kijaszkowo, Kunowo (część), Młotkowo i Tłukomy.